# Life Word Mission
La Iglesia Bautista Coreana (大han耶蘇敎浸禮会, inglés: Iglesia Bautista de Jesús en Corea) es una religión cristiana fundada por Yohan Lee (nombre real Bokchil Lee) en 1983, independiente de Lay Gospel Mission, el predecesor de Christian Gospel Baptists. La asamblea general se lleva a cabo en la Iglesia Central de Seúl en Gwanyang-dong, Dongan-gu, Anyang-si, Gyeonggi-do y, a partir de 2021, hay 222 iglesias en Corea y 829 iglesias en el extranjero en 78 países. A partir de enero de 2021) Para distinguirla de Good News Mission, que está registrada en el Ministerio de Cultura, Deportes y Turismo con el mismo nombre que la Iglesia Bautista Coreana de Jesús, 생명의말씀선교회(영어: Life Word Mission) son usados juntos.

## Origen
Bok-chil Lee, de Gimcheon-si, Gyeongsangbuk-do, originalmente se graduó del Seminario Teológico de la Iglesia Presbiteriana de Corea y trabajó como evangelista. El problema se le planteó a Kwon Shin-chan. Sin embargo, como Shin-Chan Kwon apoyó a su yerno Yoo Byung-eon, y algunos creyentes le dieron una desventaja a Bok-chil Lee, quien planteó el problema en el proceso, Bok-chil Lee formó la denominación junto con los creyentes. que se oponen a hacer negocios con los fondos de la iglesia. Después de dejar la iglesia, estableció una nueva denominación y la llamó 'Iglesia Bautista de Corea de Jesucristo'. Desde entonces, ha estado liderando la denominación bajo el nombre de 'Lee Yo-han' en lugar de su verdadero nombre, Bok-chil Lee.

## Historia
- Febrero de 1983: Se establece la Iglesia Bautista Coreana (10 iglesias, incluidas Seúl, Gwangju, Daegu, Daejeon, Mokpo, Busan, etc.)
- Agosto de 1983: Se llevó a cabo la primera recreación de verano (Escuela primaria Anyang Manan, 750 asistentes)
- Enero de 1984: Realización del 1er Retiro de Invierno
- Abril de 1985: Lanzamiento de 'Light of Life'
- Febrero de 1989: comenzó la obra misional en los Estados Unidos (primera misión en el extranjero)
- Agosto de 1990: Realización de la octava cura de verano (Escuela secundaria Gwangju Nonggo, 3000 asistentes)
- Diciembre de 1994: Traslado a la Iglesia Central de Seúl en la ciudad de Anyang (Indeokwon)
- Marzo 1996: Establecida la Palabra de Vida Eterna
- Agosto de 1996: Celebración de la 14.ª Asociación de natación de verano (Escuela secundaria de Gwangju Nonggo, 8500 asistentes)
- Julio de 1997: Celebración de la 1ª Conferencia Europea de Verano
- Noviembre de 1997: Se unió a la Iglesia de Gwangju
- Marzo de 1998: comenzó como misionero en Filipinas.
- Agosto de 1999: celebración de la 17.ª sesión de verano (Parque Olímpico de Seúl, 14.000 asistentes)
- Enero 2000: Inaugurado el sitio web de la Misión Palabra de Vida
- Mayo de 2000: inicio de misiones africanas
- Agosto de 2000: Se llevó a cabo el 18º Retiro de Verano (Retiro de Galilea, 19,000 asistentes)
- Enero de 2001: misiones rusas iniciadas
- Marzo de 2004: Comenzó la misión de Kirguistán / Se unió a la Iglesia de Madrid en España
- Julio de 2004: Comenzó la misión en Mongolia / Se unió a la Iglesia Central en California, EE. UU.
- Nov. 2004: Comenzó misiones a India y Pakistán / Estableció CI misionera
- Febrero de 2005: Se unió a la Iglesia Central de Manila, Filipinas
- Marzo de 2005: comenzó la misión de Vietnam
- Agosto de 2005: Realización del 23.º Retiro de Verano (Retiro de Galilea, 34.500 asistentes)
- Abril de 2006: Se unió a la Iglesia de Moscú, Rusia
- Septiembre de 2006: Se unió a la Iglesia de Dortmund en Alemania
- Enero 2007: Se proclama el primer año del 'Año Misionero Mundial' / Comienza la Misión a México
- Marzo de 2007: Se unió a la Iglesia de Ulaanbaatar en Mongolia
- Julio de 2007: inicio de misiones en Myanmar y Nepal
- Enero de 2008: Inicio de misiones en Argentina, Brasil, Camerún, Kenia, etc.
- Abril de 2008: Celebró el primer retiro de verano del sudeste asiático / Se unió a la Iglesia de Katmandú en Nepal
- Enero de 2009: Primer retiro regional de invierno realizado / Inicio de la transmisión por IPTV de la Misión Palabra de Vida
- Enero 2010: Proclamación del 'Año de la Movilización Misionera Global'
- Julio de 2010: comenzó la misión de Ecuador
- Febrero de 2012: Se unió a la Iglesia de París, Francia
- Marzo 2012: Se unió a la Iglesia Istapalapa en México
- Enero 2013: Proclamación del 'Año de Todo el Corazón en las Misiones Mundiales'
- Julio de 2015: Realización de la primera cura de verano africana
- Enero 2016: Se realizó el 33° Retiro de Invierno
- Agosto de 2016: Se llevó a cabo el 34º Retiro de Verano (Retiro de Galilea, 60000 asistentes)

* Fuente: Introducción a la Misión Palabra de Vida

## Congregaciones de la iglesia
* Corea: 222 iglesias
* Norteamérica (89 iglesias en 7 países)
23 iglesias en Estados Unidos, 4 iglesias en Canadá, 52 iglesias en México, 2 iglesias en Cuba, 6 iglesias en Costa Rica, 1 iglesia en Panamá, 1 iglesia en República Dominicana
* América del Sur (63 iglesias en 9 países)
9 iglesias en Bolivia, 2 iglesias en Venezuela, 3 iglesias en Brasil, 1 iglesia en Argentina, 31 iglesias en Ecuador, 6 iglesias en Chile, 1 iglesia en Colombia, 3 iglesias en Paraguay, 7 iglesias en Perú
* Asia (289 iglesias en 18 países)
13 iglesias en Japón, 34 iglesias en Mongolia, 7 iglesias en Kirguistán, 29 iglesias en India, 34 iglesias en Pakistán, 12 iglesias en Nepal, 1 iglesia en Taiwán, 1 iglesia en Malasia, 5 iglesias en Bangladés, 75 iglesias en Filipinas, Vietnam 4 Iglesias, Myanmar 11 Iglesias, Camboya 4 Iglesias, Sri Lanka 1 Iglesia, Singapur 1 Iglesia, Tailandia 2 Iglesias, Turquía 1 Iglesia, Hong Kong 1 Iglesia
* Europa (30 iglesias en 8 países)
Alemania 5 Iglesias, España 16 Iglesias, Francia 1 Iglesia, Inglaterra 1 Iglesia, Italia 1 Iglesia, Rumania 1 Iglesia, Rusia 4 Iglesias, Turquía 1 Iglesia
* Oceanía (4 iglesias en 1 país)
4 iglesias en Australia
* África (354 iglesias en 35 países)
1 Iglesia en Níger, 1 Iglesia en Liberia, 6 Iglesias en Guinea-Konaki, 1 Iglesia en Sudán del Sur, 3 Iglesias en Madagascar, 3 Iglesias en Marruecos, 5 Iglesias en Burundi, 3 Iglesias en Burkina Faso, 1 Iglesia en Senegal, 1 Iglesia en Suazilandia, 6 Iglesias en Sierra Leona, 1 Iglesia en Rodríguez, 1 Iglesia en Etiopía, 5 Iglesias en Uganda, 1 Iglesia en Zambia, 5 Iglesias en Guinea Ecuatorial, 5 Iglesias en República Centroafricana, 1 Iglesia en Zimbabue, Chad 16 iglesias, 109 iglesias en Camerún, 3 iglesias en Kenia, 8 iglesias en Costa de Marfil, 7 iglesias en Congo, 19 iglesias en Togo, 1 iglesia en Tanzania, 67 iglesias en Togo, 20 iglesias en Gabón, 23 iglesias en Ghana, 28 iglesias en Benín, 9 iglesias en la República Democrática del Congo, 1 iglesia en Nigeria, 2 iglesias en Malawi, 1 iglesia en Malí, 5 iglesias en Mauricio, 3 iglesias en Sudáfrica, 1 iglesia en Ruanda
Fuente: Introducción a Misión Palabra de Vida (No se indican los países que requieren seguridad.)

## Relación con la iglesia Secta de la Salvación
Los protestantes coreanos lo consideran miembro de la Secta de la Salvación porque la doctrina es similar a la de los bautistas cristianos del Evangelio, pero desde su establecimiento, ha estado operando por separado de la Secta de la Salvación, y se sabe que no hay ningún intercambio. hasta ahora Argumentan que no es correcto equipararlos con la Secta de Salvación porque los miembros que se opusieron a ella han estado realizando activamente actividades misioneras normales en Corea y otros países durante más de 32 años desde que se independizaron de Lay Gospel Mission, y no hay conexión ni intercambio con los evangelistas cristianos bautistas. Sin embargo, la razón por la que las denominaciones ortodoxas protestantes las identifican con la Secta de la Salvación es por su punto de vista de la salvación ya que la creencia es que todos son salvos si se arrepienten verdaderamente de sus pecados, y aparte de no interactuar con la Iglesia Bautista, el punto de vista protestante de la salvación, que incluye la escatología radical, la interpretación bíblica de la ciencia de la creación y las tres etapas de la salvación, que las personas reciben la salvación a través de la fe, porque muestra una diferencia ambigua. En consecuencia, según el informe de los resultados de la investigación de las principales denominaciones protestantes (Kiseong, Gosin, Unified, Hapdong, Hapshin y Kigam).

## Miembros Famosos
- Eugenio (1981)[3]
- Ki Tae[4]
- Ryu Seung Ryong
- Song Ok-sook
- Taeyang
- Min Hyo-rin

## nota
1. ↑  생명의말씀선교회 - 교회현황
2. ↑  «Life Word Mission» (en inglés). Consultado el 9 de mayo de 2022.
3. ↑  전양자·박진영·유진, 연예계 불어닥친 '구원파 후폭풍'
4. ↑  «유진, "뿌리 같지만 구원파 아니다" 해명...같은 교회 류승룡 '눈길'». Archivado desde el original el 26 de agosto de 2017. Consultado el 9 de mayo de 2022.